# Examu
EXAMU Inc. (株式会社エクサム?), precedentemente nota come Yuki Enterprise, è un'azienda giapponese specializzata nella produzione di videogiochi fondata nel 2007 che produce principalmente picchiaduro per sale giochi e console domestiche. Inizialmente, ha sviluppato giochi per la propria scheda di sistema arcade chiamata eX-BOARD, per poi rilasciare i giochi quasi esclusivamente sul sistema di consegna arcade NESiCAxLive della Taito. Il supporto per eX-BOARD è cessato nel dicembre del 2013.

## Videogiochi sviluppati

### Arcade
| Nome                                              | Data di uscita    | Hardware     | Pubblicato da   |
| ------------------------------------------------- | ----------------- | ------------ | --------------- |
| Arcana Heart Full!                                |                   | NEXUS3D      | Yuki Enterprise |
| Arcana Heart 2                                    | 21 marzo 2008     | eX-BOARD     | Examu           |
| Suggoi! Arcana Heart 2: Tenkousei Akane to Nazuna | 30 ottobre 2008   | eX-BOARD     | Examu           |
| Daemon Bride                                      | 16 luglio 2009    | eX-BOARD     | Examu           |
| Arcana Heart 3                                    | 20 settembre 2011 | eX-BOARD     | Examu           |
| Aquapazza: Aquaplus Dream Match                   | 22 luglio 2011    | NESiCAxLive  | Examu           |
| Daemon Bride: Additional Gain                     | 24 novembre 2011  | NESiCAxLive  | Examu           |
| Arcana Heart 3: LOVEMAX!!!!!!                     | 8 maggio 2014     | NESiCAxLive  | Examu           |
| Arcana Heart 3: LOVEMAX SIX STARS!!!!!!           | 4 dicembre 2014   | NESiCAxLive  | Examu           |
| Nitroplus Blasterz: Heroines Infinite Duel        | 30 aprile 2015    | NESiCAxLive  | Examu           |
| Million Arthur: Arcana Blood                      | 21 novembre 2017  | NESiCAxLive2 | Square Enix     |

### Console
| Nome                                       | Data di uscita    | Sistema                                          | Pubblicato da                | JP | NA | EU |
| ------------------------------------------ | ----------------- | ------------------------------------------------ | ---------------------------- | -- | -- | -- |
| Arcana Heart                               | 12 ottobre 2006   | PlayStation 2                                    | AQ Interactive (JP)          | Sì | Sì | No |
| Arcana Heart                               | 9 agosto 2007     | PlayStation 2                                    | Atlus (NA)                   | Sì | Sì | No |
| Arcana Heart 2                             | 9 aprile 2009     | PlayStation 2                                    | AQ Interactive               | Sì | No | No |
| Arcana Heart 3                             | 12 gennaio 2012   | PlayStation 3 Xbox 360                           | Arc System Works (JP)        | Sì | Sì | Sì |
| Arcana Heart 3                             | 8 aprile 2012     | PlayStation 3 Xbox 360                           | Aksys Games (NA)             | Sì | Sì | Sì |
| Arcana Heart 3                             | 24 agosto 2012    | PlayStation 3 Xbox 360                           | PQube (EU)                   | Sì | Sì | Sì |
| Aquapazza: Aquaplus Dream Match            | 30 agosto 2012    | PlayStation 3                                    | Aquaplus (JP)                | Sì | Sì | No |
| Aquapazza: Aquaplus Dream Match            | 19 novembre 2013  | PlayStation 3                                    | Atlus (NA)                   | Sì | Sì | No |
| Hello Kitty and the Apron of Magic         | 12 dicembre 2013  | Nintendo 3DS                                     | Examu (JP)                   | Sì | Sì | Sì |
| Hello Kitty and the Apron of Magic         | 11 giugno 2015    | Nintendo 3DS                                     | Bergsala Lightweight (EU)    | Sì | Sì | Sì |
| Hello Kitty and the Apron of Magic         | 26 gennaio 2016   | Nintendo 3DS                                     | Bergsala Lightweight (NA)    | Sì | Sì | Sì |
| Arcana Heart 3: LOVEMAX!!!!!               | 29 maggio 2014    | PlayStation 3 PlayStation Vita Microsoft Windows | Arc System Works (JP)        | Sì | Sì | Sì |
| Arcana Heart 3: LOVEMAX!!!!!               | 23 settembre 2014 | PlayStation 3 PlayStation Vita Microsoft Windows | Aksys Games (NA)             | Sì | Sì | Sì |
| Arcana Heart 3: LOVEMAX!!!!!               | 20 novembre 2014  | PlayStation 3 PlayStation Vita Microsoft Windows | NIS America (EU)             | Sì | Sì | Sì |
| Nitroplus Blasterz: Heroines Infinite Duel | 30 aprile 2015    | PlayStation 3 PlayStation 4 Microsoft Windows    | Marvelous Entertainment (JP) | Sì | Sì | Sì |
| Nitroplus Blasterz: Heroines Infinite Duel | 2 febbraio 2016   | PlayStation 3 PlayStation 4 Microsoft Windows    | XSEED Games (NA)             | Sì | Sì | Sì |
| Nitroplus Blasterz: Heroines Infinite Duel | 7 aprile 2016     | PlayStation 3 PlayStation 4 Microsoft Windows    | Marvelous Entertainment (EU) | Sì | Sì | Sì |
| Arcana Heart 3: LOVEMAX SIX STARS!!!!!     | 12 dicembre 2017  | Microsoft Windows                                | Arc System Works             | Sì | Sì | Sì |